# Dorceau
Dorceau és un municipi francès situat al departament de l'Orne i a la regió de Normandia. L'any 2007 tenia 410 habitants.

## Demografia

### Població
El 2007 la població de fet de Dorceau era de 410 persones. Hi havia 167 famílies de les quals 52 eren unipersonals (28 homes vivint sols i 24 dones vivint soles), 67 parelles sense fills, 40 parelles amb fills i 8 famílies monoparentals amb fills.
La població ha evolucionat segons el següent gràfic:
Habitants censats

### Habitatges
El 2007 hi havia 266 habitatges, 175 eren l'habitatge principal de la família, 78 eren segones residències i 13 estaven desocupats. Tots els 261 habitatges eren cases. Dels 175 habitatges principals, 150 estaven ocupats pels seus propietaris, 21 estaven llogats i ocupats pels llogaters i 4 estaven cedits a títol gratuït; 1 tenia una cambra, 11 en tenien dues, 31 en tenien tres, 48 en tenien quatre i 84 en tenien cinc o més. 138 habitatges disposaven pel capbaix d'una plaça de pàrquing. A 72 habitatges hi havia un automòbil i a 82 n'hi havia dos o més.

### Piràmide de població
La piràmide de població per edats i sexe el 2009 era:
| Homes | Edats   | Dones |
| ----- | ------- | ----- |
| 0     | 95 o +  | 0     |
| 4     | 90 a 94 | 0     |
| 0     | 85 a 89 | 4     |
| 4     | 80 a 84 | 4     |
| 16    | 75 a 79 | 8     |
| 4     | 70 a 74 | 8     |
| 12    | 65 a 69 | 24    |
| 16    | 60 a 64 | 20    |
| 8     | 55 a 59 | 8     |
| 8     | 50 a 54 | 28    |
| 20    | 45 a 49 | 12    |
| 8     | 40 a 44 | 8     |
| 32    | 35 a 39 | 12    |
| 8     | 30 a 34 | 8     |
| 0     | 25 a 29 | 4     |
| 8     | 20 a 24 | 4     |
| 4     | 15 a 19 | 4     |
| 12    | 10 a 14 | 12    |
| 4     | 5 a 9   | 12    |
| 8     | 0 a 4   | 8     |

## Economia
El 2007 la població en edat de treballar era de 267 persones, 204 eren actives i 63 eren inactives. De les 204 persones actives 198 estaven ocupades (111 homes i 87 dones) i 6 estaven aturades (4 homes i 2 dones). De les 63 persones inactives 23 estaven jubilades, 20 estaven estudiant i 20 estaven classificades com a «altres inactius».

### Ingressos
El 2009 a Dorceau hi havia 174 unitats fiscals que integraven 403 persones, la mediana anual d'ingressos fiscals per persona era de 16.541 €.

### Activitats econòmiques
Dels 25 establiments que hi havia el 2007, 1 era d'una empresa de fabricació de material elèctric, 4 d'empreses de construcció, 6 d'empreses de comerç i reparació d'automòbils, 1 d'una empresa de transport, 1 d'una empresa d'hostatgeria i restauració, 1 d'una empresa d'informació i comunicació, 2 d'empreses financeres, 3 d'empreses immobiliàries, 1 d'una empresa de serveis, 3 d'entitats de l'administració pública i 2 d'empreses classificades com a «altres activitats de serveis».
Dels 4 establiments de servei als particulars que hi havia el 2009, 1 era un taller de reparació d'automòbils i de material agrícola, 1 paleta i 2 fusteries.
Dels 2 establiments comercials que hi havia el 2009, 1 era un hipermercat i 1 una joieria.
L'any 2000 a Dorceau hi havia 14 explotacions agrícoles que ocupaven un total de 1.122 hectàrees.

## Poblacions més properes
El següent diagrama mostra les poblacions més properes.